# Solitude (film)
Pour les articles homonymes, voir Solitude (homonymie).
Pour plus de détails, voir Fiche technique et Distribution.
Solitude (Lonesome) est un film américain de Paul Fejos sorti en 1928.
Il a fait l'objet d'un remake en 1935 sous le titre The Affair of Susan.

## Synopsis
New-York, un 3 juillet. Jim est ouvrier, Mary est standardiste ; ils mènent sans se connaître des existences parallèles. Lors d'un jour de congé, ils se rendent au parc d'attraction de Coney Island et s'y rencontrent par hasard.

## Fiche technique
- Titre original :Lonesome
- Réalisateur : Paul Fejos
- Scénario : Edward T. Lowe Jr d'après un roman de Mann Page.
- Image : Gilbert Warrenton
- Société de production et de distribution : Universal Pictures
- Durée : 90 min.
- Date de sortie : 1928

## Distribution
- Barbara Kent : Mary
- Glenn Tryon : Jim